# مقاطعة ليبرتي (فلوريدا)
مقاطعة ليبرتي، فلوريدا (بالإنجليزية: Liberty County, Florida)‏ هي إحدى مقاطعات ولاية فلوريدا في الولايات المتحدة. ، بلغ عدد سكانها 8365 نسمة في عام 2010 حسب إحصاء مكتب تعداد الولايات المتحدة وتصل الكثافة السكانية فيها 3.86 نسمة/كم2.

## وصلات خارجية
- www.libertyclerk.com